# Sadness
Sadness é um jogo cancelado que estava em desenvolvimento para o Nintendo Wii pelo estúdio polonês Nibris. Graças a diversos problemas, Sadness nunca foi lançado.

## História
Sadness se passa na Ucrânia, em um período próximo da Primeira Guerra Mundial. Contando a história de Maria, uma mulher que tem que proteger seu filho com narcolepsia Alexander. As aventuras do jogo são baseadas em lendas eslavas.

## Jogabilidade
De acordo com uma entrevista feita pela IGN, o jogo foi criado para assustar o jogador pela atmosfera e não pela violência. Várias ações são encontradas, incluindo o corte da garganta dos inimigos com vidro ou jogando uma corda ao longo de uma parede utilizando o movimento semelhante com o Wii Remote.   A Nibris também afirmou que o jogo terá um modo especial, para salvar os progressos. Isto irá acontecer automaticamente, em momentos específicos desconhecidos para o jogador. Piotr Bielatowicz, designer do jogo, afirmou: "Nós estamos visando o comportamento totalmente intuitivo do jogador - tal como na vida. Cada jogador faz uma escolha e é fundamental - se você enfrentar eventos traumáticos em sua vida, eles estão com você todos os tempo. Essa vai ser a mesma filosofia adotada em Sadness. Queremos que o jogador sinta que ele está participando dos eventos, não se limitando a jogar um jogo. "
Ao contrário de outros jogos em terceira pessoa, Sadness não irá fazer uso de um visor de cabeça para cima a fim de permitir uma maior imersão.

## Estilo visual
Visualmente o jogo é de horror gótico, estilizado em preto e branco. Em 10 de abril de 2006 a Nibris liberou um trailer de Sadness, um empregado anônimo garantiu que o jogo seria lançado entre o final de 2008 e inicio de 2009.

## Criaturas
Lobisomens aparecem no jogo, mas serão ligeiramente adaptados dos lobisomens conhecidos, eles não conseguiram regenerar depois da morte. Likho, uma criatura que foi desenvolvida durante o conceito inicial de arte do jogo, é dito como a encarnação do mal, criatura de um olho famosa na mitologia eslava.

## Ligações Externas
- Nibris.net(desativado)